# Sergio Ruiz
Sergio Ruiz Serrano, né le 21 octobre 1989 à Sabadell, est un athlète espagnol, spécialiste du sprint.

## Carrière
En juin 2013, il bat le record national du 200 m en 20 s 51 à Salamanque, que détenait Venancio José depuis 1997, battu en août suivant par Bruno Hortelano. Aux Jeux méditerranéens de Mersin il décroche la médaille de bronze, derrière le Grec Likoúrgos-Stéfanos Tsákonas et le Turc Ramil Guliyev.
En août 2013, il bat le record national du relais 4 × 100 m en 38 s 46 à Moscou lors des Championnats du monde, avec Eduard Viles, Bruno Hortelano et Ángel David Rodríguez.

## Palmarès
| Date | Compétition         | Lieu   | Résultat | Épreuve | Temps   |
| ---- | ------------------- | ------ | -------- | ------- | ------- |
| 2013 | Jeux méditerranéens | Mersin | 3e       | 200 m   | 20 s 74 |